# Basket-ball aux Jeux olympiques de la jeunesse de 2018
Navigation
Édition précédente Édition suivante
Les épreuves de basket-ball aux Jeux olympiques de la jeunesse de 2018 ont lieu au Parque Mujeres Argentinas, Puerto Madero à Buenos Aires, en Argentine, du 18 au 26 octobre 2018. Comme en 2014, la compétition se déroule sous le format de basket-ball à trois.

## Qualification
Chaque CNO peut qualifier deux équipes, une équipe de quatre joueurs de chaque sexe, composée de trois titulaires et un remplaçant,
Pour participer, les athlètes doivent être nés entre le 1er janvier 2000 et le 31 décembre 2002 et doivent avoir participé à une compétition de 3x3 organisée par la FIBA entre le 1er avril 2017 et le 8 juin 2018.

## Médaillés
| Event                                 | Or                                                                                     | Argent                                                                        | Bronze                                                                  |
| ------------------------------------- | -------------------------------------------------------------------------------------- | ----------------------------------------------------------------------------- | ----------------------------------------------------------------------- |
| Tournoi masculin                      | Argentine Juan Hierrezuelo Fausto Ruesga Juan Esteban de la Fuente (es) Marco Giordano | Belgique Sasha Deheneffe Ferre Vanderhoydonck Sam Hofman Moussa Noterman      | Slovénie Jan Razdevšek Dan Osrečki Erik Groznik Adrian Hirschmann       |
| Tournoi féminin                       | États-Unis Paige Bueckers Hailey Van Lith Samantha Brunelle Aliyah Boston              | France Diaba Konaté Mathilde Peyregne Eve de Christophie Mahoutou Olivia Yale | Australie Alexandra Fowler Ruby Porter Sara-Rose Smith Suzi-Rose Deegan |
| Concours de dunk masculin             | Fausto Ruesga (ARG)                                                                    | Nikita Remizov (RUS)                                                          | Niccolò Filoni (ITA)                                                    |
| Concours du lancer à 3 points féminin | Mathilde Peyregne (FRA)                                                                | Kateřina Galíčková (CZE)                                                      | Sofía Acevedo (ARG)                                                     |

## Tableau des médailles
| Rang  | Nation     | Or | Argent | Bronze | Total |
| ----- | ---------- | -- | ------ | ------ | ----- |
| 1     | Argentine  | 2  | 0      | 1      | 3     |
| 2     | France     | 1  | 1      | 0      | 2     |
| 3     | États-Unis | 1  | 0      | 0      | 1     |
| 4     | Belgique   | 0  | 1      | 0      | 1     |
| 4     | Tchéquie   | 0  | 1      | 0      | 1     |
| 4     | Russie     | 0  | 1      | 0      | 1     |
| 7     | Australie  | 0  | 0      | 1      | 1     |
| 7     | Italie     | 0  | 0      | 1      | 1     |
| 7     | Slovénie   | 0  | 0      | 1      | 1     |
| Total | Total      | 4  | 4      | 4      | 12    |